# Lijst van rivieren in Syrië

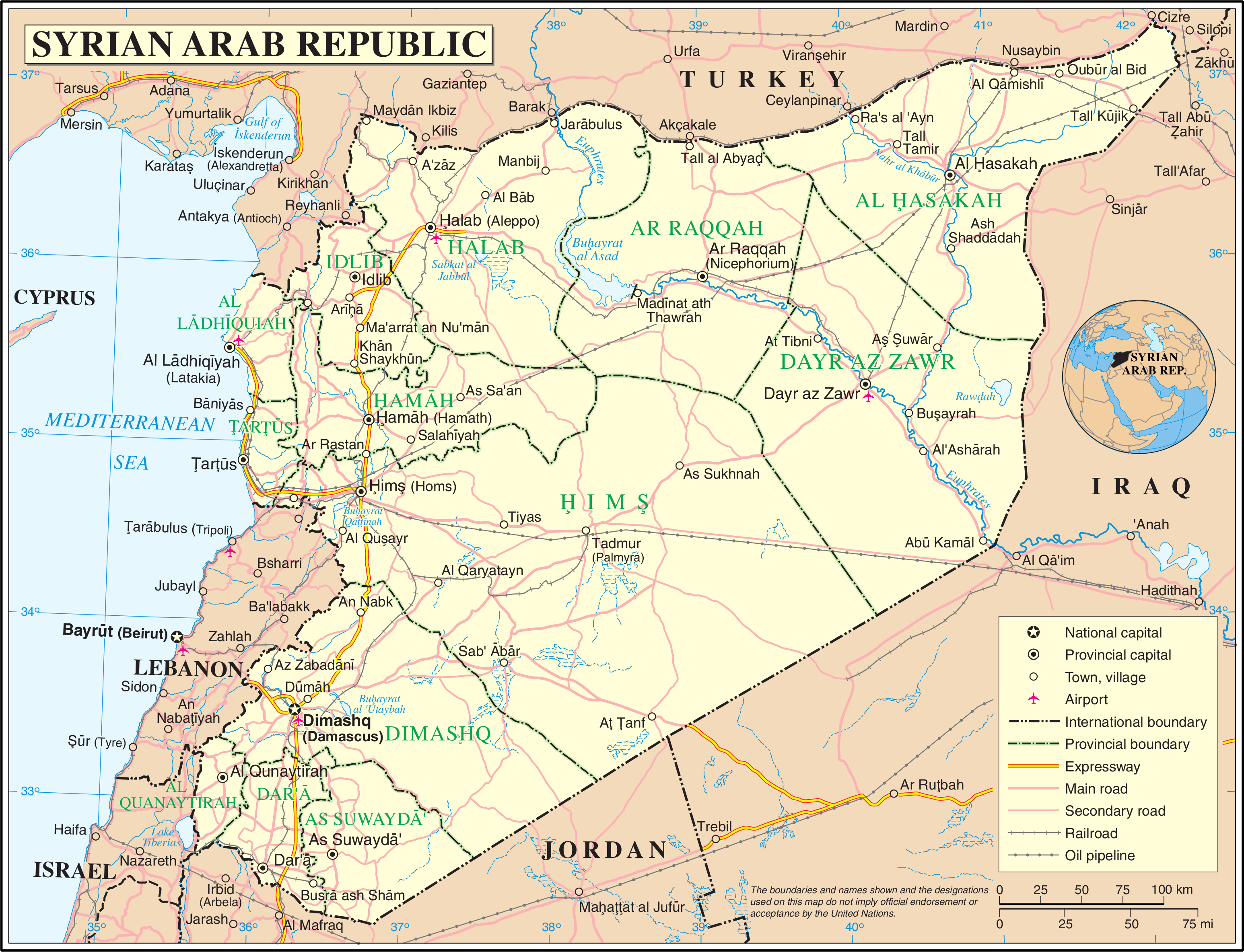
Kaart van Syrië.

Dit is een lijst van rivieren in Syrië. De rivieren in deze lijst zijn geordend naar drainagebekken en de opeenvolgende zijrivieren zijn ingesprongen weergegeven onder de naam van elke hoofdrivier.

## Stromend naar de Middellandse Zee
- Orontes (Asi)
  - Afrin
  - Karasu
- Nahr al-Kabir al-Shamali, of Noordelijke Grote Rivier
- Nahr al-Kabir al-Janoubi, of Zuidelijke Grote Rivier (markeert een deel van de grens tussen Syrië en Libanon)

## Stromend naar de Perzische Golf via de Shatt al-Arab
- Tigris (markeert een deel van de grens tussen Syrië en Irak)
- Eufraat
  - Khabur
    - Wadi Radd
    - Wadi Khnezir
    - Wadi Jarrah
    - Jaghjagh
    - Wadi Khanzir
    - Wadi Avedji

  - Balikh
    - Wadi al-Kheder
    - Wadi Qaramogh

  - Sajur

## Stromend naarendoreïsche bekkens

### Aleppobekken
- Quweiq

### Ghouta-oase
- Barada

### Al-Hijanahmeer
- Awaj

### Dode Zee
- Jordaan
  - Jarmuk (markeert een deel van de grens tussen Syrië en Jordanië)
  - Banias